# معاملات آتی
بازار معاملات آتی، (به انگلیسی: futures exchange) بازار آینده یا معاملات آتی، یک مرکز مالی برای انجام قراردادهای آتی استاندارد می‌باشد، که توافق‌نامه‌ای است قانونی، دارای حد و مرز معین، برای خرید یا فروش یک کالای اقتصادی یا ابزار مالی، برای زمانی در آینده، با قیمتی توافق شده، هنگام امضای قرارداد.
کالای تحویلی قرارداد آتی باید دارای استاندارد کیفیت و کمیت بوده، همچنین زمان و محل تحویل آن نیز مشخص باشد. تنها متغیر در معاملات آینده قیمت است، که در مرحله معامله برآورد می‌شود. در واقع منظور از معاملات آینده پوشاندن ریسک سرمایه‌گذاری است و این ابزار در بورس کالا مورد استفاده قرار می‌گیرد. استفاده از معاملات آینده، می‌تواند به عنوان راه‌کاری برای جذب نقدینگی محسوب شود و با قرار گرفتن معامله‌گران و بازارسازان در کنار معاملات آینده چرخه بورس برای پذیرایی از سرمایه‌های سرگردان تکمیل می‌شود.